# La rosa, la violeta y la mariposa
La rosa, la violeta y la mariposa (La Rose, la violette et le papillon) es un ballet en un acto, con coreografía de Marius Petipa y música del duque Pedro Georgievich de Oldemburgo. El libreto fue de Jules Perrot.
Presentado por primera vez por el Ballet Imperial el 20 de octubre de 1857, para la corte imperial en residencia del Gran Duque Tsarkoe Selo, San Petersburgo, Rusia. El Ballet Imperial realizó un segundo estreno el 1 de noviembre de ese mismo año. en el Teatro Imperial Bolshoi Kamenny, San Petersburgo, Rusia. Las bailarinas principales fueron Mariia Surovshchikova-Petipa (la rosa), Matilda Madaeva (la violeta) y Marfa Muravieva (como la mariposa). Cuando este ballet se estrenó por segunda vez en el Teatro Imperial Bolshoi Kamenny de San Petersburgo el 1 de noviembre de 1857, la coreografía se atribuyó incorrectamente al maestro de ballet Jules Perrot en el programa de teatro.
La música de este ballet se interpoló en la reposición de Le Corsaire de Petipa y Perrot en 1858, en la que se tituló Pas d'Esclave. La pieza se ha mantenido como parte de la tradición escénica de Le Corsaire hasta el día de hoy.

## Argumento
Una rosa y una violeta se han enamorado de una hermosa mariposa que revolotea a su alrededor, cortejando su dulce abrazo. Las flores intentan superar a las demás con sus encantos florales, sin embargo, al final la mariposa elige volar en lugar de elegir a uno de ellas.